# Sommer-Paralympics 2012/Teilnehmer (Zentralafrikanische Republik)
| stlisierte Goldmedaille | stlisierte Silbermedaille | stlisierte Bronzemedaille |
| ----------------------- | ------------------------- | ------------------------- |
| —                       | —                         | —                         |

Die Zentralafrikanische Republik entsandte zu den Paralympischen Sommerspielen 2012 in London einen männlichen Sportler.

## Teilnehmer nach Sportart

### Leichtathletik
Männer:
- Clemarot Christian Nikoua-Rosel